# Габон на летних Олимпийских играх 1984
Габон принимал участие в Летних Олимпийских играх 1984 года в Лос-Анджелесе (США) после двенадцатилетнего перерыва, во второй раз за свою историю, но не завоевал ни одной медали. Страну представляли два боксёра и две легкоатлетки.

## Бокс
Спортсменов — 2
| Спортсмен      | Категория | 1/32 финала          | 1/16 финала            | 1/8 финала           | 1/4 финала           | Полуфинал            | Финал                |
| Спортсмен      | Категория | Соперник и результат | Соперник и результат   | Соперник и результат | Соперник и результат | Соперник и результат | Соперник и результат |
| -------------- | --------- | -------------------- | ---------------------- | -------------------- | -------------------- | -------------------- | -------------------- |
| Дьюдоне Мзатси | 57 кг     | -                    | Чарльз Лубулва Пор 0:5 | Не прошёл            | Не прошёл            | Не прошёл            | Не прошёл            |
| Дезире Олло    | 60 кг     | -                    | Алекс Диксон Пор 0:5   | Не прошёл            | Не прошёл            | Не прошёл            | Не прошёл            |

## Лёгкая атлетика
Спортсменов — 2
Женщины
| Спортсмен      | Вид           | Предварительный раунд | Предварительный раунд | Четвертьфинал | Четвертьфинал | Полуфинал | Полуфинал | Финал     | Финал     |
| Спортсмен      | Вид           | Результат             | Место                 | Результат     | Место         | Результат | Место     | Результат | Место     |
| -------------- | ------------- | --------------------- | --------------------- | ------------- | ------------- | --------- | --------- | --------- | --------- |
| Жизель Онголло | 100м          | 12,40                 | 8                     | Не прошла     | Не прошла     | Не прошла | Не прошла | Не прошла | Не прошла |
| Одетт Мистул   | Толкание ядра |                       |                       |               |               |           |           | 14,59     | 13        |